# Guvernementet Mogiljov
Guvernementet Mogiljov, även kallat Guvernementet Mogilev, var åren 1772-1917 ett guvernement i västra delen av Kejsardömet Ryssland i ett område som idag tillhör Belarus. 
Det var beläget omkring det övre Dnepr, mellan guvernementen Vitebsk och Smolensk i norr och öster, Tjernigov och Minsk i söder och väster.
Det hade en yta på Areal 48 046 km och 2 215 000 invånare (1910), varav 84 procent belarusier, tillhörande grekiska kyrkan, 12 procent judar och 3 procent polacker. Guvernementet låg inom det judiska bosättningsområdet i Kejsardömet Ryssland.
Landet bestod i norr av en platå av högst 275 meters höjd, som bildar vattendelaren emellan Düna och Dnjepr och är till större delen skogbevuxen, i söder av slättland av 150–190 meters höjd. Åkerbruket var huvudnäring, och nära hälften av arealen är odlad jord. Nattfroster fördärvade ofta skördarna. En stor del av spannmålen förvandlades till brännvin, som jämte hampa, hampolja och skogsprodukter utgjorde en viktig exportartikel.
Handeln förmedlas genom de segelbara floderna (Dunau, Dnepr och Sozj) och fyra järnvägslinjer (från Smolensk till Riga
och till Minsk i nordväst och väst, från Vilna till Romny i söder samt från Vitebsk över staden Mogiljov till
Homel från norr till söder).
Området kom på 1300-talet under Litauen och sedermera under Polen samt annekterades 1772 av Ryssland. Det var indelat i 11 kretsar: Gorki, Gomel, Klimovitji, Mogiljov, Mstislavl, Orsja, Rogatjev, Senno, Staryj-Bychov, Tjausy och Tjerikov.